# Albanofobija
Albanofobija označava osjećaj neprijateljstva ili mržnje prema Albancima ili Albaniji. Albanofobija opisuje negativne stereotipe, predrasude i diskriminaciji prema pripadnicima albanskog naroda.
Može poprimiti i oblik rasizma ako je povezana s uvjerenjem da su Albanci neka vrsta niže rase. Antialbanski osjećaji ogledaju se i u uporabi naziva Šiptari, koji se zbog negativne konotacije u srpskom i hrvatskom jeziku smatra uvredljivim.

## Albanofobija u Srbiji
Albanofobija u Srbiji je počela rasti početkom 20. stoljeća i usko je povezana s vanjskopolitičkim ciljem Kraljevine Srbije da izađe na Jadransko more (luka Drač) preko albanskog teritorija. U tom cilju, srpski tisak je širilo stereotipe o Albancima kao o "divljacima" nesposobnim za samostalan državni život. Čak i mnogi srpski znanstvenici su prije nastanka nezavisne Albanije 1912. godine, pokušavali dokazati nesposobnost Albanaca za stvaranje vlastite države, tvrdeći da albanska plemena nemaju potrebu za državom ni sposobnost održavanja vlastite nacije te im je stoga potrebno tutorstvo. Smatralo se da bi tek kolonizatorskim utjcajima, odnosno uključenjem Albanaca i njihovih teritorija u srpsku državu, bilo omogućeno njihovo obučavanje za civiliziran život. Dimitrije Tucović u vrijeme Balkanskih ratova bilježi da je šovinistički tisak u Srbiji „mjesecima i godinama širio o albanaskom narodu iskrivljena mišljenja“, izazivajući kod srpskog naroda „mržnju prema divljim Arnautima, prikrivajući divljaštva koja je srpska vojska prema njima počinila“.
Nakon nemira na Kosovu 1981. godine, u Srbiji započinje organizirana propaganda o genocidu nad Srbima na Kosovu (izvješća o masovnim silovanju Srpkinja, iseljavanju Srba i sl). Srpski nacionalisti iseljavanje Srba s Kosova prikazuju kao rezultat pritiska i uzimaju kao potvrdu da Albanci Srbima čine ogromnu nepravdu u vlastitoj državi. Sredinom 1980-ih, govor mržnje u srpski medijima se usredodočuje na Albance. Uz albansko ime su od sredine 1980-ih korištene reči “genocid”, “zulum”, “razbojništvo”, “silovanje”, čime je spominjanje Albanaca i u privatnom govoru steklo negativnu konotaciju. 1986. godine objavljen je Memorandum Srpske akademije nauka i umetnosti, koji demonstracije Albanaca na Kosovu 1981. godine naziva „neofašističkom agresijom“ i navodi da se na Kosovu i Metohiji provodi „fizički, politički, pravni i kulturni genocid nad srpskim stanovništvom“.
Od 1990-ih godina, zahvaljujući propagandi Miloševićevog režima, Albanci postaju srpski „neprijatelji“. Srpski intelektualci tada pišu o Albancima uglavnom u okviru stereotipa o njihovoj „urođenoj“ mržnji prema Srbima, koja je proizvod njihovih dominantnih „osobina“, „primitivizma“ i „razbojništva“.
Velik broj tiskanih i elektronskih medija u Srbiji i dalje uzastopno širi govor mržnje prema Albancima.
Mržnje prema Albancima u Srbiji šire i razna ekstremistička udruženja i navijačke skupine. Ekstremna mržnja prema Albancima se javno iskazuje na skupovima profašističkih organizacija, kao što je Otačastveni pokret Obraz, u vidu parola: „Ubij, zakolji da Šiptar ne postoji", „Srbija Srbima, Šiptarima sekira" i tome slično. Eksplicitni govor mržnje se može čuti i na tribinama nogometnih stadiona, gdje se i uzvikuju parole „Ubi, zakolji, da Šiptar ne postoji“ i „Ubij Šiptara“.

## Albanofobija u Makedoniji
U Makedoniji je 2009. godine izbio skandal u javnosti nakon što je Makedonska akademija nauka (MANU) izdala veliku Makedonsku enciklopediju u kojoj se Albanci nazvani i „šiptari”, „arnauti”, „balisti” i „planinski ljudi”. Ovo je izazvalo prosvjede albanskih političkih stranaka, nevladinih organizacija i građana, koji su tražili hitno povlačenje enciklopedije i javnu ispriku albanskom narodu.

## Albanofobija u Italiji
Albanofobija je jaka u Italiji i ona se prije svega odnosi na albanske emigrante koji se stereotipno doživljavaju kao kriminalci, prodavači droga, prostitutke i necivilizirani ljudi. Talijanski analitičari smatraju da se albanofobija prema albanskim imigrantima uglavnom zasnivaju na stereotipu albanske "invazije" na talijanske, odnosno europske teritorije.
U talijanskim medijima se daje veliki prostor zločinima koje su počinili Albanci, pa čak i onima koji se samo pretpostavljaju. Istraživači ove pojave upozoravaju da iako postoji veća razina kriminaliteta među albanskim doseljenicima u Italiji u odnosu na neke druge doseljeničke skupine, policija ne smije prenositi ove stereotipe na sve Albance.

## Albanofobija u Grčkoj
Albanci u Grčkoj čine oko polovicu ukupnog broja doseljenika i glavnu metu negativnih stereotipa u grčkim medijima. U objašnjenju albanofobije se polazi od činjenice da je grčko društvo donedavna bilo vrlo „homogeno“ i da je brojan dolazak doseljenika uzrokovao šok kod lokalnog pučanstva i poremetio postojeću ravnotežu. Reakcije stanovništva se iskazuju u vidu šovinizma i ksenofobije (odnosno albanofobije), koja je prilično zastupljena u medijima. Medijski govor mržnje obuhvaća rasizam, poziv na protjerivanje Albanaca iz Grčke, širenje predrasuda i mržnje i stereotipno predstavljanje Albanaca kao opasnih kriminalaca ili „životinja“. Izvještavanje medija o Albancima se često povezuje s položajem grčke manjine u Albaniji, za koju se navodi da trpi pritisak albanske države, što se dalje uzima kao opravdanje za odnos prema Albanaca u Grčkoj.
Albanski emigranti u Grčkoj doživljavaju „ozbiljnu diskriminaciju“ na poslu, posebno u vezi s visinom nadnica i socijalnim osiguranjem. Zbog sredine, albanski radnici su ponekad primorani promijeniti ime.

## Vanjske poveznice
- Istraživanje Stratedžik marketinga: Javno mnenje o diskriminaciji i nejednakosti u Srbiji[neaktivna poveznica]
- Olivera Milosavljević: Stereotipi srpskih intelektualaca XX stoljeća o „nama“ i „drugima“
- Stephanie Schwandner-Sievers: Albanians, Albanianism and the strategic subversion of stereotypes
- Tretman etničkih Albanaca u Grčkoj  Arhivirana inačica izvorne stranice od 9. listopada 2012. (Wayback Machine) (UNHCR)